# Museum für Kommunikation (Berlijn)
Het Museum für Kommunikation in Berlijn is een museum over communicatie. Het werd al in 1872 opgericht door Heinrich von Stephan onder de naam Reichspostmuseum. Sinds 1898 zit het museum in het huidige gebouw in het stadsdeel Mitte. Het gebouw is een rijksmonument sinds 1977.

## Geschiedenis
In 1872 werd op initiatief van Heinrich von Stephan - de postdirecteur van het Duitse Keizerrijk - het Reichspostmuseum opgericht. Dit museum was in het begin gesitueerd in het gebouw van de Reichspost. Al gauw gaf Von Stephan architect Ernst Hake de opdracht voor het tekenen van een nieuwe, huidige locatie. Naar verluidt zou keizer Wilhelm II het volgende over het ontwerp hebben gezegd: Goed. een pure, eenvoudige en waardige stijl!
Het huidige gebouw werd opgeleverd in 1898.
Tijdens de twee wereldoorlogen bleef het museum gesloten.

## Galerij

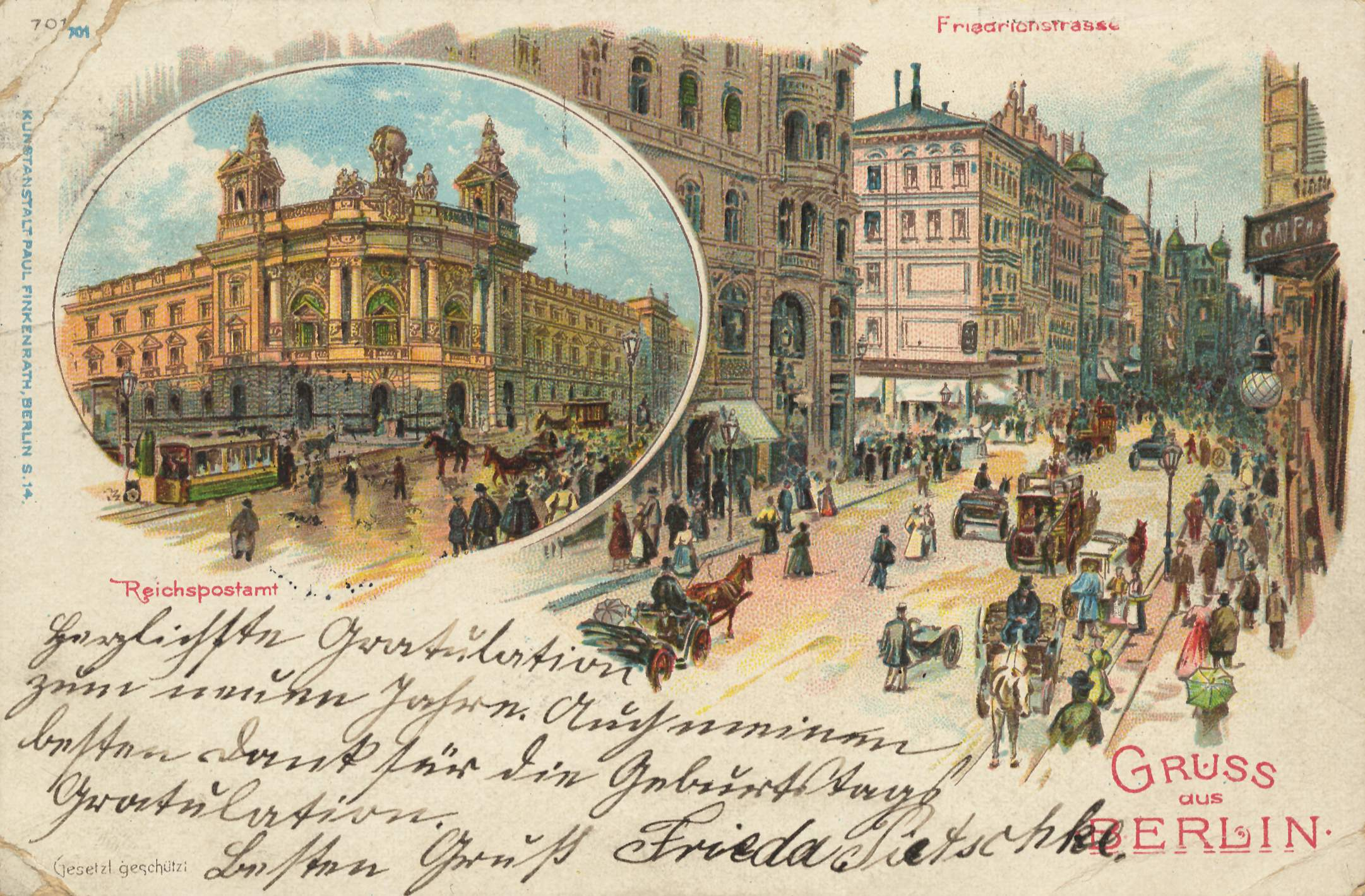
Ansichtkaart uit 1898
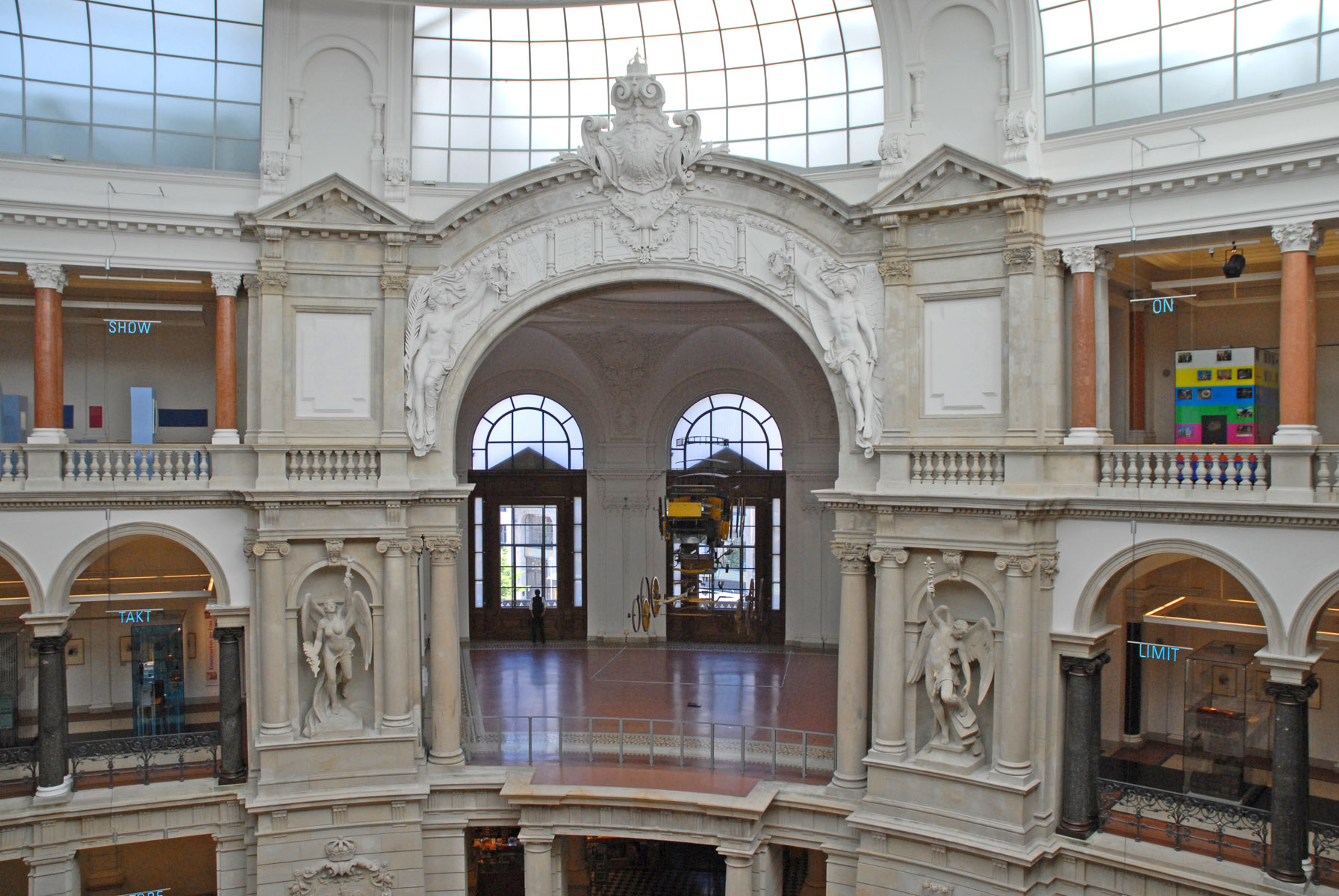
binnenarchitectuur
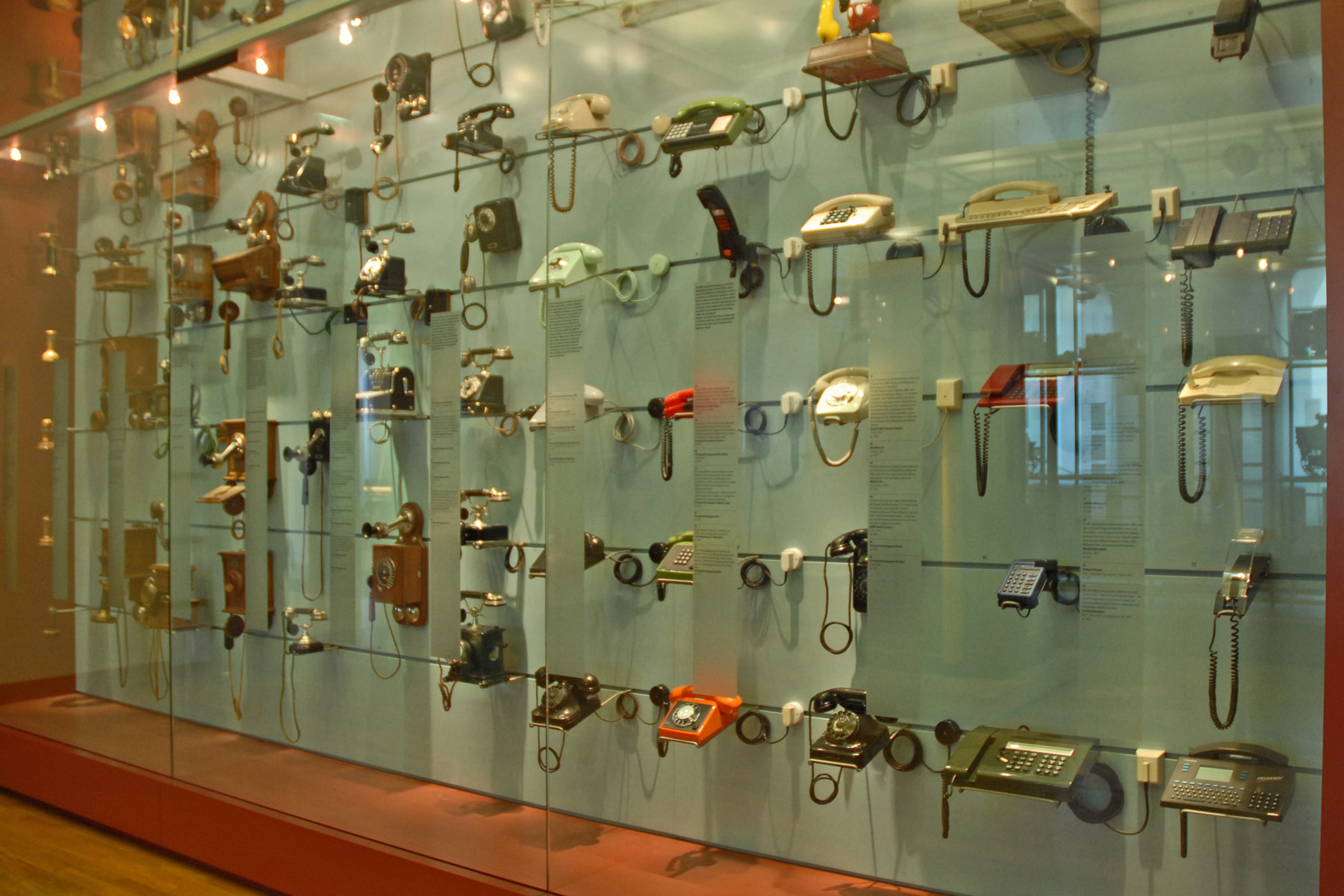
telefoontoestellen door de jaren heen
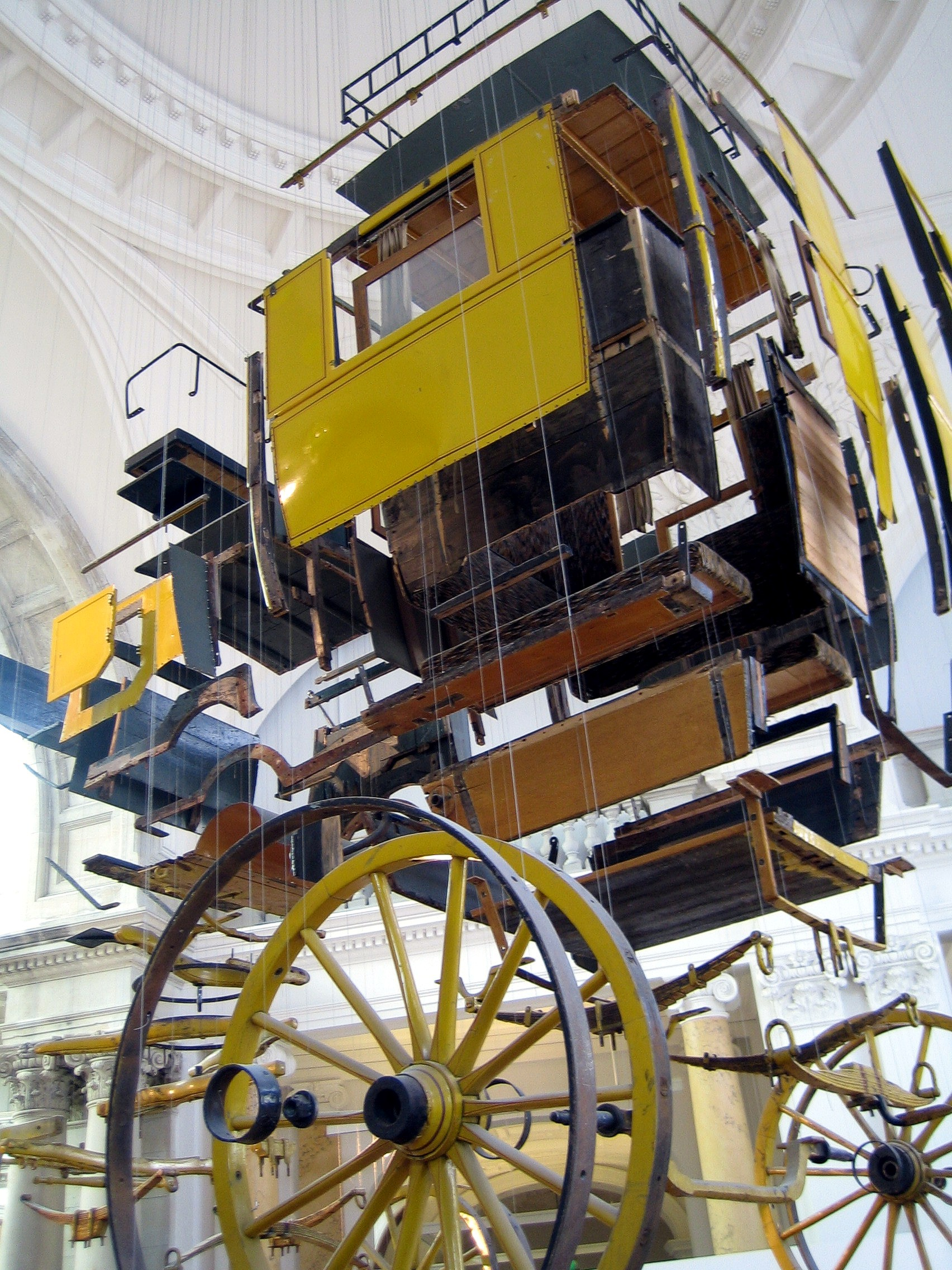
postkoets in het museum